# Gordon E. Williams

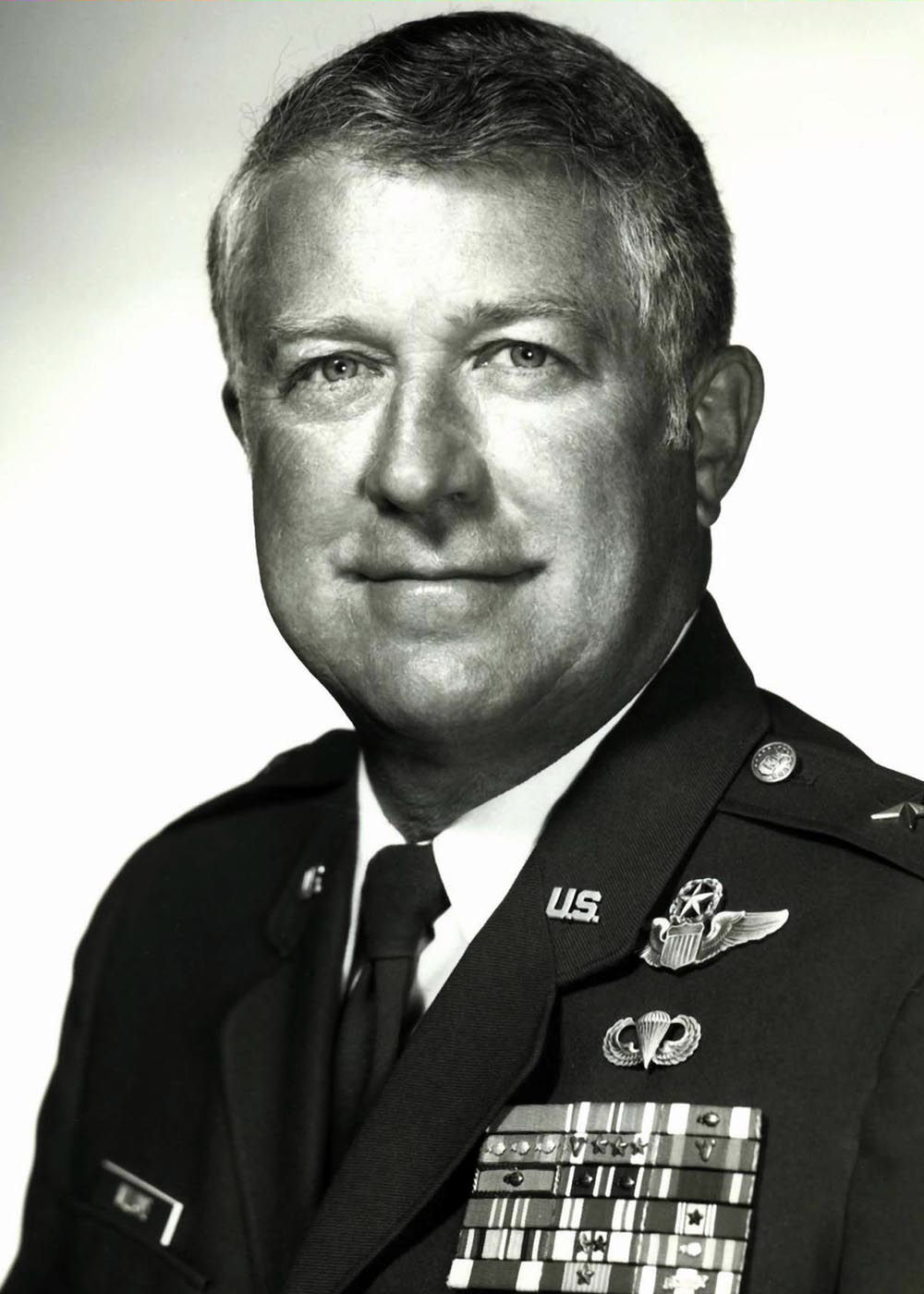
Gordon E. Williams (1984)

Gordon Edmund Williams (* 8. November 1935 in Nashua, New Hampshire; † 22. November 2018) war ein Generalmajor der United States Air Force. Er war unter anderem Kommandeur der 13. Luftflotte.

## Leben
Gordon Williams besuchte die öffentlichen Schulen seiner Heimat einschließlich der Alvirne High School. In den Jahren 1953 bis 1957 durchlief er die United States Military Academy in West Point. Nach seiner Graduation trat er der Air Force bei, in der er alle Offiziersgrade vom Leutnant bis zum Zwei-Sterne-General durchlief.
Im Lauf seiner militärischen Karriere absolvierte er verschiedene Kurse und Schulungen. Dazu gehörten unter anderem eine Ausbildung zum Kampfpiloten und weitere Fortbildungskurse als Pilot neuer Flugzeugtypen, das Air Command and Staff College auf der Maxwell Air Force Base in Alabama, die Air Force Fighter Weapons School auf der Nellis Air Force Base in Nevada, die Airborne School in Fort Benning, dem heutigen Fort Moore in Georgia, und das National War College in Fort Lesley J. McNair in Washington, D.C. Außerdem erhielt er akademische Grade von der University of Southern California und der Harvard University.
Nach einigen Lehrgängen in den Vereinigten Staaten wurde Williams im September 1959 zur Clark Air Base auf die Philippinen versetzt, wo er als Pilot tätig war. Anschließend war er unter anderem auf der England Air Force Base in Louisiana stationiert. Ab 1964 war er als Austauschoffizier mit der United States Navy auf den Flugzeugträger Ranger stationiert. Von dort flog er Militäreinsätze im Rahmen des Vietnamkriegs.
Im Mai 1968 wurde Gordon William zur Edwards Air Force Base in Kalifornien beordert. Dort war er verantwortlicher Offizier für die Erprobung des Kampfflugzeugs A-7 (project officer for A-7D testing). Ab Februar 1971 gehörte er dem Stab im Hauptquartier der Air Force an. Dort stieg er bis zum Leiter der Advanced Systems Branch auf. Daran schloss sich sein Studium am National War College an, das er im Jahr 1975 erfolgreich beendete. In der Folge wurde er nach Izmir in der Türkei versetzt. Dort kommandierte er eine Unterabteilung der United States Logistics Group (commander, The United States Logistics Group, Detachment 118).
Zwischen Juli 1976 und September 1977 leitete Williams die Stabsabteilung für Operationen beim 406. Ausbildungsgeschwader (406th Tactical Fighter Training Wing) auf der Zaragoza Air Base in Spanien. Als Nächstes wurde er nach England versetzt. Auf der dortigen Flugbasis der Royal Air Force RAF Bentwaters in der Grafschaft Suffolk wurde er dem 81. Kampfgeschwader (81st Tactical Fighter Wing) zugeteilt. Er war zunächst stellvertretender Kommandeur dieses Geschwaders, von August 1979 bis Mai 1981 dann dessen Oberbefehlshaber. In diese Zeit fiel der Rendlesham-Forest-Zwischenfall in den Williams indirekt als Kommandeur des dortigen Geschwaders verwickelt war.
Zwischen Mai 1981 und September 1982 war Gordon Williams auf der Ramstein Air Base in Deutschland Generalinspekteur im Hauptquartier der United States Air Forces in Europe. Es folgte eine Versetzung zur Norton Air Force Base in Kalifornien. Dort leitete er zunächst die Abteilung für Luftsicherheit (director of aerospace safety) des Air Force Inspection and Safety Center. Ab Juli 1984 übernahm er die Leitung dieses Sicherheits-Zentrums.
Am 17. Juni 1985 übernahm Gordon Williams auf der Clark Air Base auf den Philippinen als Nachfolger von Michael A. Nelson das Kommando über die 13. Luftflotte (Thirteenth Air Force). Dieses Amt bekleidete er bis zum 27. März 1986, als Charles F. Luigs seine Nachfolge antrat. Seiner Luftflotte unterstanden die amerikanischen Luftstreitkräfte auf den Philippinen, in Thailand und Taiwan.
Zwischen März und Mai 1987 gehörte er für kurze Zeit nochmals dem Stab im Hauptquartier der Luftwaffe an. Anschließend wurde er nach Stuttgart in Deutschland zum Hauptquartier des United States European Command versetzt. Dort war er bis zu seiner Pensionierung im Jahr 1988 Leiter von dessen Stabsabteilung J5 für Planungen.
Während seiner aktiven Zeit als Militärpilot absolvierte er über 4000 Flugstunden auf verschiedenen Flugzeugtypen.
Er starb am 22. November 2018 und wurde auf dem Nationalfriedhof Arlington beigesetzt.

## Orden und Auszeichnungen
Gordon Williams erhielt im Lauf seiner militärischen Laufbahn unter anderem folgende Auszeichnungen:
- Air Force Distinguished Service Medal
- Legion of Merit
- Distinguished Flying Cross
- Air Medal
- Meritorious Service Medal
- Navy Commendation Medal